# Marouane Ettamari
Marouane Ettamari (en arabe : مروان التاماري), né le 11 septembre 2003 à Casablanca (Maroc), est un joueur de futsal international marocain.

## Biographie

### Carrière en club
Marouane Ettamari naît et grandit à Casablanca au Maroc.
En 2023, il s'engage à l'ANIS Ben Msik en D2 marocaine de futsal. Lors de la saison 2023-2024, il est champion de la D2, parvenant à assurer une promotion vers la Futsal D1.
Lors de la saison 2024-2025, il parvient à finir la saison en tant que meilleur buteur du championnat avec 36 buts[réf. nécessaire].

#### Carrière internationale
En catégorie du Maroc -23 ans sous la houlette d'Adil Sayeh, il reçoit sa première sélection en 2022. Plus tard, en 2024, il remporte le tournoi international du Viêt Nam,,.
Il reçoit sa première convocation par le sélectionneur Hicham Dguig pour une double confrontation amicale contre la Lettonie les 13 et 15 décembre 2024 au Complexe Mohammed VI de football. C'est durant ce stage qu'il honore sa première sélection en entrant en jeu lors de la première manche durant laquelle il inscrit par la même occasion son premier but et délivre deux passes décisives (victoire, 6-3),,.

## Statistiques

### En sélection
Le tableau suivant liste les rencontres de l'équipe du Maroc auxquelles Marouane Ettamari a pris part depuis le 13 décembre 2024 :

## Palmarès

### En club
ANIS Ben Msik
- Futsal D2
  - Champion : 2024

### En sélection
Maroc -23 ans (1)
- Vainqueur du Tournoi international du Vietnam 2024[2]

 Équipe du Maroc (1)
- Vainqueur du Tournoi international du Maroc 2025

### Distinctions individuelles
- 2025 : Meilleur buteur de la Futsal D1 lors de la saison 2024-2025[réf. nécessaire]